# Niel Hans
Niel Hans (Papúa Nueva Guinea, 24 de abril de 1988) es un exfutbolista de Papúa Nueva Guinea que jugaba en la posición de delantero centro.

## Carrera

### Club
| Periodo   | Club            |
| --------- | --------------- |
| 2007-2008 | Madang FC       |
| 2008-2009 | Unitech FC      |
| 2009-2012 | Hekari United   |
| 2013-2016 | FC Port Moresby |

### Selección nacional
Jugó para Papúa Nueva Guinea en siete ocasiones de 2007 a 2014 y anotó tres goles; participó en los Juegos del Pacífico 2011 y en la Copa de las Naciones de la OFC 2012.

## Logros
- Liga Nacional de Fútbol de Papúa Nueva Guinea (3): 2009/10, 2010/11, 2011/12
- Liga de Campeones de la OFC (1): 2010